# Greve dos taxistas em Angola em 2025
A greve dos taxistas em Angola em 2025 foi um movimento grevista convocado pelo sindicato Associação Nacional dos Taxistas de Angola (ANATA) que degenerou em protestos nacionais, com pilhagens e vandalismo, principalmente em Luanda, a capital de Angola, em oposição ao aumento do preço dos combustíveis de 300 a 400 kwanzas, reajuste de cerca de 33 % — que resultou numa elevação de até 50 % nas tarifas dos táxis urbanos, atingindo em cheio os rendimentos da classe trabalhadora.
Iniciado no dia 28 de julho de 2025, evoluiu rapidamente para uma crise nacional com fortes repercussões sociais e políticas. Desde o início dos protestos, segundo fontes do próprio Governo Angolano, pelo menos 22 pessoas morreram (incluindo um policial nacional), houve cerca de 197 feridos, 1 200 a 1 214 pessoas detidas durante os protestos, foram vandalizadas cerca de 66 lojas, 25 veículos particulares, além de 20 ônibus públicos e três agências bancárias. Os distúrbios foram controlados em 31 de julho de 2025, com a greve sendo suspensa a partir de 1 de agosto de 2025 e a situação geral voltando gradualmente à normalidade. As autoridades mantêm uma forte presença nas ruas para impedir novos surtos de violência e garantir a ordem pública.

## Antecedentes
Em junho de 2023 uma onda de protestos havia tomado o país depois que o Governo Angolano reduziu os subsídios aos combustíveis. No ano seguinte, entre os meses de março e junho, greves gerais convocadas pelas três maiores confederações sindicais do país ocorreram por causa da aplicação de políticas neoliberais pelo governo do Presidente de Angola João Lourenço que atingiram em cheio a classe trabalhadora, numa conjuntura de austeridade justificada desde 2023 como "ajustes estruturais na economia angolana" sob recomendação do Fundo Monetário Internacional (FMI).

## Causas
A causa imediata da greve dos taxistas foi o aumento do preço dos combustíveis, reajuste de cerca de 33 % anunciado em 3 de julho de 2025, subindo de 300 a 400 kwanzas. Numa tentativa de compensar o reajuste dos combustíveis, o governo autorizou o aumento da tarifa de táxi, que passou de 200 para 300 kwanzas, o que foi aceite pelos sindicatos e cooperativas de taxistas e cuja a revogação não fez parte das exigências dos grevistas.
Desde 11 de julho de 2025 protestos já ocorriam "contra a subida do preço dos combustíveis e dos táxis" em Luanda. Outros protestos ocorreram em 14 e 15 julho, na mesma cidade, com o mesmo propósito. No dia 19 de julho ocorreu um protesto em Malanje, também contra a subida do preço dos combustíveis. Em todos os casos, foram organizados via redes sociais, mas contaram com pouca adesão e sem coordenação clara.

## Greve
A greve dos taxistas iniciou-se, sem incidentes, no dia 28 de julho de 2025, com a paralisação dos motoristas; no mesmo dia, porém, grupos de pessoas não identificadas atacaram transportes públicos e carros particulares, inicialmente no bairro Golfe 2, evoluindo para atos vandalismo, saques e confrontos diretos com forças de segurança. Os distúrbios rapidamente se espalharam pela cidade de Luanda, para algumas províncias do país (como Benguela, Huambo e Malanje), antes de serem contido pelas forcas de segurança no terceiro dia.
Segundo dados oficiais, divulgados em 30 de julho de 2025, pelo menos 22 pessoas morreram, sendo 1 200 pessoas foram presas, e duas centenas ficaram feridas. O Governo Nacional relatou a destruição de uma centena de lojas, veículos e armazéns.

## Respostas oficiais
Em pronunciamento oficial ao país na Televisão Pública de Angola no dia 1 de agosto de 2025, o Presidente João Lourenço condenou os atos de violência e vandalismo, prometeu ajuda aos empresários que tiveram seus negócios saqueados ou vandalizados, e lamentou a morte de pessoas.